# Parafia Najświętszego Serca Pana Jezusa w Popowie-Ignacewie

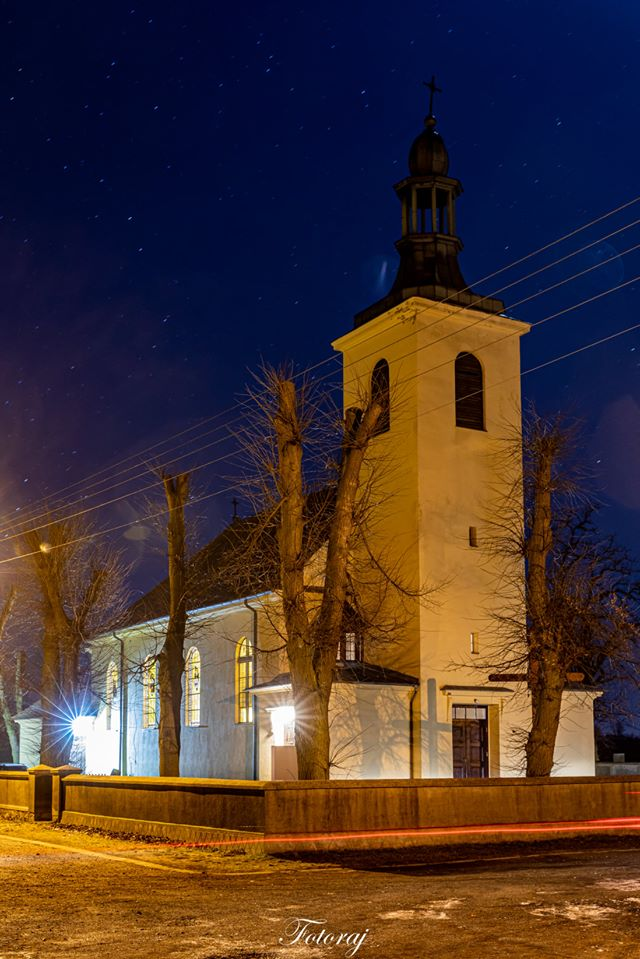
Kościół po zmroku

Parafia Najświętszego Serca Pana Jezusa w Popowie-Ignacewie – rzymskokatolicka parafia leżąca w granicach dekanatu kłeckiego. Erygowana 1 kwietnia 1933 roku. Kościół wybudowany w 1936 roku.

## Historia parafii
Parafię w Popowie Ignacewie powołał do życia 1 kwietnia 1933 roku ks. kard. August Hlond, Prymas Polski. Kamień węgielny pod nowy kościół poświęcił ks. bp Antoni Laubitz, a jego wmurowania dokonano 11 czerwca 1933 roku. W stanie surowym kościół był gotowy 4 października 1933 roku. Świątynia została konsekrowana 21 czerwca 1936 roku, a uroczystości przewodniczył kard. August Hlond, Prymas Polski. Z kolei pierwsze kazanie w nowym kościele wygłosił ks. Michał Kozal, rektor Seminarium Duchownego w Gnieźnie.
Księgi metrykalne:
- ochrzczonych od 1945 roku
- małżeństw od 1945 roku
- zmarłych od 1945 roku